# Landkreis Kassel
Landkreis Kassel is een Landkreis in de Duitse deelstaat Hessen. De Landkreis telt 237.007 inwoners (31 december 2020) op een oppervlakte van 1.293,32 km². Het bestuur zetelt in de stad Kassel, die als kreisfreie Stadt zelf geen deel uitmaakt van de Landkreis.

## Steden en gemeenten
De volgende steden en gemeenten liggen in de Landkreis (Inwoners op 30-06-2006):
| Steden 1. Bad Karlshafen (4.076) 2. Baunatal (Bestuurscentrum te Altenbauna) (27.901) 3. Grebenstein (6.057) 4. Hofgeismar (16.340) 5. Immenhausen (7.239) 6. Liebenau (3.528) 7. Naumburg (5.494) 8. Trendelburg (5.598) 9. Vellmar (Bestuurscentrum te Niedervellmar) (18.307) 10. Wolfhagen (13.166) 11. Zierenberg (6.752) | Gemeenten 1. Ahnatal (Bestuurscentrum te Weimar) (8.244) 2. Bad Emstal (Bestuurscentrum te Sand] (6.257) 3. Breuna (3.812) 4. Calden (7.694) 5. Espenau (Bestuurscentrum te Hohenkirchen) (4.894) 6. Fuldabrück (Bestuurscentrum te Dörnhagen) (8.905) 7. Fuldatal (Bestuurscentrum te Ihringshausen) (12.059) 8. Habichtswald (Bestuurscentrum te Dörnberg) (5.232) 9. Helsa (5.801) 10. Kaufungen (Bestuurscentrum te Oberkaufungen) (12.800) 11. Lohfelden (Bestuurscentrum te Crumbach) (13.903) 12. Nieste Kleinste zelfstandige gemeente van Hessen (1.781) 13. Niestetal (Bestuurscentrum te Sandershausen) (10.583) 14. Reinhardshagen (Bestuurscentrum te Veckerhagen) (5.073) 15. Schauenburg (Bestuurscentrum te Hoof) (10.339) 16. Söhrewald (Bestuurscentrum te Wellerode) (5.181) 17. Wesertal (Bestuurscentrum te Lippoldsberg) (5.967) Gemeentevrij gebied 1. Gutsbezirk Reinhardswald |

Bergstraße · Darmstadt · Darmstadt-Dieburg · Frankfurt am Main · Fulda · Gießen · Groß-Gerau · Hersfeld-Rotenburg · Hochtaunuskreis · Kassel (stad) · Landkreis Kassel · Lahn-Dill-Kreis · Limburg-Weilburg · Main-Kinzig-Kreis · Main-Taunus-Kreis · Marburg-Biedenkopf · Odenwaldkreis · Offenbach am Main · Landkreis Offenbach · Rheingau-Taunus-Kreis · Schwalm-Eder-Kreis · Vogelsbergkreis · Waldeck-Frankenberg · Werra-Meißner-Kreis · Wetteraukreis · Wiesbaden
Ahnatal · Bad Emstal · Bad Karlshafen · Baunatal · Breuna · Calden · Espenau · Fuldabrück · Fuldatal · Grebenstein · Habichtswald · Helsa · Hofgeismar · Immenhausen · Kaufungen · Liebenau · Lohfelden · Naumburg · Nieste ·  Niestetal ·  Reinhardshagen · Schauenburg · Söhrewald · Trendelburg · Vellmar · Wesertal · Wolfhagen · Zierenberg